# Edificio Legislativo de Ontario
El Edificio Legislativo de Ontario (en inglés, Ontario Legislative Building; en francés: L'édifice de l'Assemblée législative de l'Ontario) es un edificio de gobierno situado en el centro de Toronto, la ciudad más grande de provincia de Ontario (Canadá). Alberga la Asamblea Legislativa de Ontario y la suite virreinal del vicegobernador de Ontario y oficinas para los miembros del parlamento provincial (MPP). El edificio está rodeado por Queen's Park, ubicado en esa parte al sur de Wellesley Street, que es el antiguo emplazamiento de King's College (más tarde la Universidad de Toronto ), que luego fue alquilado a la universidad por el gobierno municipal de Toronto por un "grano de pimienta" pago de 1 dólar canadiense por año con un plazo de 999 años. La parte sur del sitio fue luego entregada al gobierno provincial. El edificio y el gobierno provincial se denominan a menudo con la metonimia "Queen's Park".

## Características

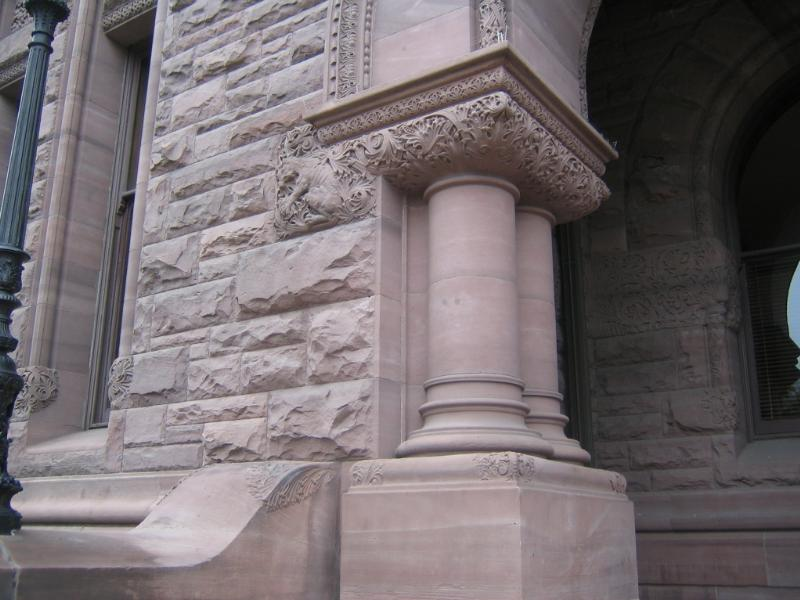
El exterior del edificio está definido por su característica piedra arenisca de color rosa.

Diseñado por Richard A. Waite, el edificio legislativo de Ontario es una estructura asimétrica de cinco pisos construida en el estilo románico richardsoniano, con un marco de hierro de carga. Este está revestido por dentro y por fuera con materiales canadienses siempre que sea posible; los 10,5 millones de ladrillos fueron hechos por reclusos de la Prisión Central, y la piedra arenisca de Ontario, con un tono rosado que le ha valido al edificio el nombre coloquial de The Pink Palace proviene del valle de Credit River y Orangeville, Ontario, y se le dio un acabado rústico para la mayor parte del exterior, pero se vistió para molduras alrededor de las ventanas y otros bordes. También se puede ver sobre el edificio una multitud de tallas de piedra, que incluyen gárgolas, grotescos y frisos. El exterior está salpicado de ventanas inusualmente grandes, permitidas por la naturaleza de la estructura de hierro.
El ala norte de 1909 fue construido por el destacado arquitecto de Toronto George Wallace Gouinlock y E. J. Lennox agregó dos pisos al ala oeste.
La fachada principal da al sur, con el eje central del edificio una extensión del de la Avenida Universitaria, lo que significa que el Edificio Legislativo crea una vista final para el extremo norte de esa vía principal. La Cámara Legislativa está directamente en este eje, en el centro del edificio, y está iluminada por las tres grandes y prominentes ventanas arqueadas sobre el pórtico principal. Este bloque está flanqueado por dos torres abovedadas, el oeste de las cuales originalmente estaba destinado a contener un reloj, pero en su lugar estaba equipado con un rosetón, después de que nunca se acumularon los fondos para el reloj.
La asimetría de la cara sur no era originalmente tan fuerte como lo es en la actualidad; el ala oeste se diseñó para tener tres pisos bajo techo piramidal, ya que el ala este todavía se forma en la actualidad. Sin embargo, después del incendio de 1909, el lado oeste del Edificio Legislativo fue reparado y ampliado, con un cuarto piso adicional que tiene ventanas de buhardilla en un techo largo a dos aguas. En el extremo lejano del eje este-oeste, las alas giran en ángulo recto y se extienden hacia el norte, encerrando un patio de tres lados, en el que se asienta el bloque de 1909, una estructura independiente de cuatro pisos de planta rectangular.
En el interior, una sala central se extiende entre la entrada principal en el sur y una gran escalera directamente enfrente, desde cuyo rellano medio se accede a la biblioteca parlamentaria en el bloque 1909. En el rellano superior de esta escalera se encuentra el vestíbulo de la cámara legislativa, con la puerta a la que se alinea centralmente en el muro sur. Desde este núcleo, anchos pasillos se extienden al este y al oeste, cada uno dividido en dos por un atrio largo y estrecho bordeado de rejas ornamentadas; el ala este está decorada más al estilo victoriano en el que se construyó, con paneles de madera oscura, mientras que el pasillo del ala oeste es de estilo neoclásico eduardiano, las paredes están revestidas de mármol blanco y reflejan la época en que se construyó.
Al sur del Edificio Legislativo hay un área abierta con una extensa cobertura de árboles, que a menudo se usa para reuniones públicas y manifestaciones. Los ministerios provinciales están alojados en el complejo independiente de los edificios gubernamentales de Ontario al este, que comprende los bloques Hearst, Macdonald, Mowat y Whitney.
El edificio aparece tanto en la portada como en la contraportada del álbum de 1981 de Rush Moving Pictures.

## Suite del teniente gobernador

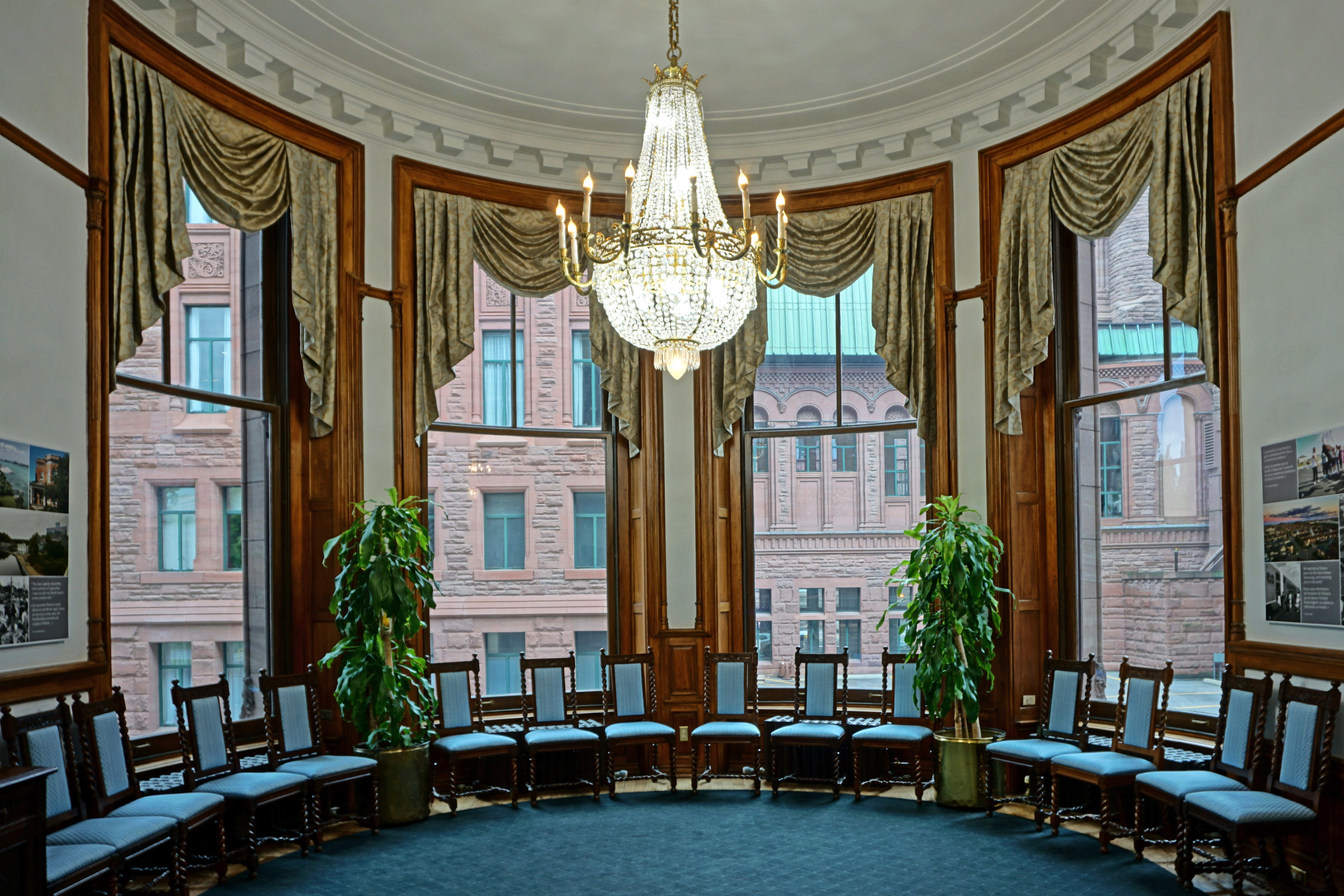
Vista este desde el comedor dentro de la suite del teniente gobernador

En la esquina noroeste del edificio se encuentra la Suite del Teniente Gobernador, que ha albergado la oficina del teniente gobernador de Ontario desde 1937, cuando Ontario vendió la Casa de Gobierno de la provincia al Gobierno de Canadá. El espacio se utilizó anteriormente como el comedor del Gabinete y el apartamento del Portavoz.
La suite es un complejo de tres pisos, con su propia escalera ceremonial y entradas de ascensor donde los miembros de la Familia Real Canadiense y los dignatarios visitantes son recibidos. Un jardín de rosas, donado por la Liga Monárquica de Canadá en honor al Jubileo de Plata de Isabel II en 1977, se encuentra en el lado oeste del edificio al otro lado del camino de entrada.
En el interior hay salas de recepción, un comedor de estado, oficinas de personal y una cocina, dispuestas alrededor de una escalera central. Los muebles y candelabros de toda la suite provienen de la última casa de gobierno, Chorley Park, y las pinturas provienen de la Colección de Arte del Gobierno de Ontario y la Biblioteca Pública de Toronto. De vez en cuando también se encargan exposiciones especiales de arte.
La Sala de Música es el espacio más grande de la suite virreinal y es el lugar de los Levées de Año Nuevo, las ceremonias de juramento de los ministros del gabinete y las presentaciones e investiduras de los honores provinciales.

### Retratos
La suite también alberga retratos de algunos de los extenientes gobernadores de Ontario, así como de:
- Isabel II de España y el duque de Edimburgo, y el vicegobernador[10]
- Gran retrato del primer teniente gobernador del Alto Canadá, John Graves Simcoe, pintado por Edmund Wyly Grier (préstamo de la Biblioteca Pública de Toronto.)

## Historia

### Primeras estructuras

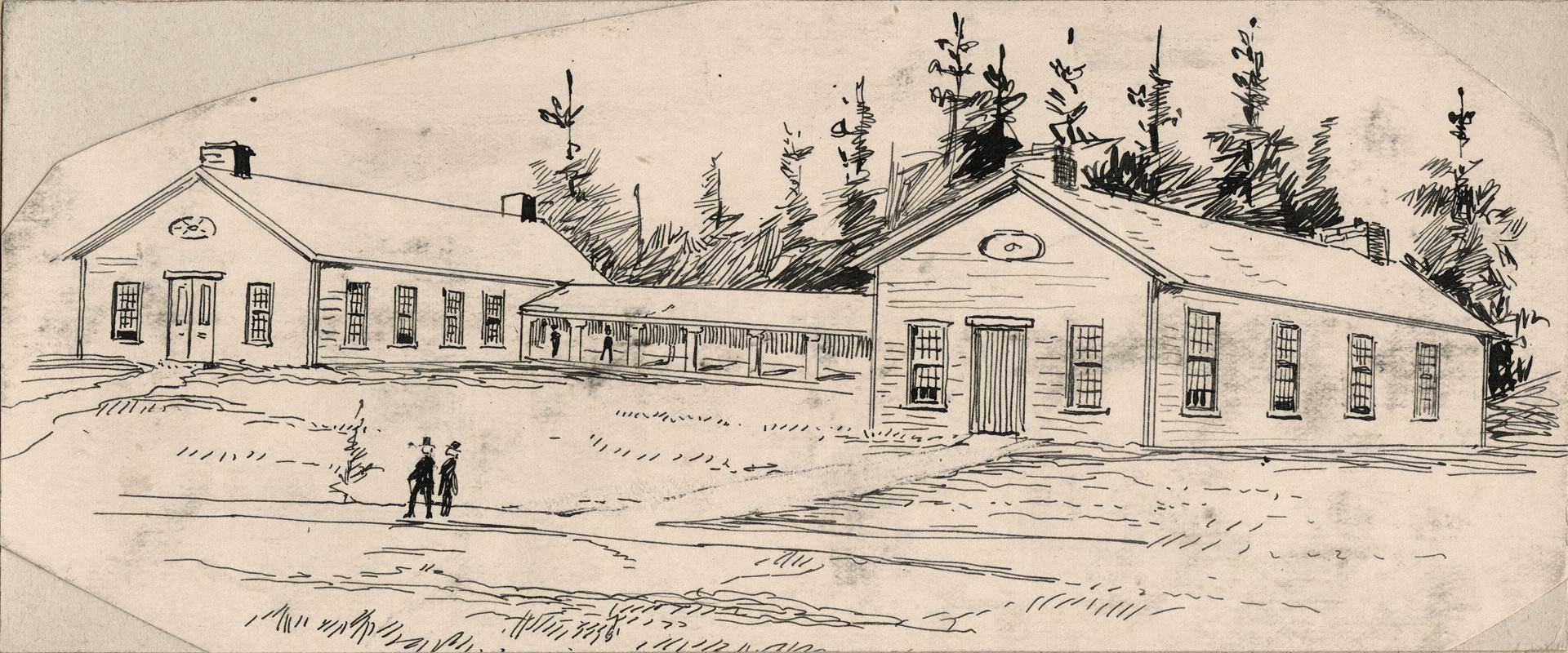
Los primeros edificios parlamentarios dedicados a la Legislatura del Alto Canadá se completaron en 1794, aunque luego fue destruido después de la Batalla de York en 1813.

El actual edificio legislativo de Ontario es la séptima estructura de este tipo que funciona como edificio del parlamento de Ontario. El Navy Hall o el Freemasons Hall en Newark, Alto Canadá (hoy Niagara-on-the-Lake, Ontario), sirvió como la primera legislatura, donde la reunión inicial de la Cámara de la Asamblea tuvo lugar el 17 de septiembre de 1791. Sin embargo, solo tres años después, comenzó la construcción de un edificio dedicado al parlamento en York (ahora Toronto), ya que el vicegobernador John Graves Simcoe consideró que la presencia de una capital provincial directamente al otro lado de la frontera de los Estados Unidos era un problema demasiado grande. riesgo, especialmente porque las relaciones entre Estados Unidos y Gran Bretaña eran entonces tensas. En junio, el complejo, ubicado en la intersección de las calles Front y Parliament, se completó, y las humildes estructuras de madera se denominaron Palacio del Parlamento (la estructura se parecía a dos cuarteles militares).
Sin embargo, el traslado a York no aseguró la protección de la capital y el Palacio del Parlamento fue destruido por un incendio el 27 de abril de 1813, como consecuencia de un ataque a la ciudad en la Guerra de 1812. La Cámara de la Asamblea se reunió una vez en el salón de baile del Hotel York (entre las calles King y Front), y regularmente, desde entonces hasta 1820, en la casa del Presidente del Tribunal Supremo de la Corte del Rey William Henry Draper, que estaba ubicada en la actual intersección de las calles Wellington y York. Los nuevos edificios del parlamento eran una estructura de arquitectura georgiana de dos pisos, instalada en el sitio de la estructura anterior, se mantuvo en pie solo durante cuatro años, y sucumbió a un incendio accidental el 30 de diciembre de 1824.

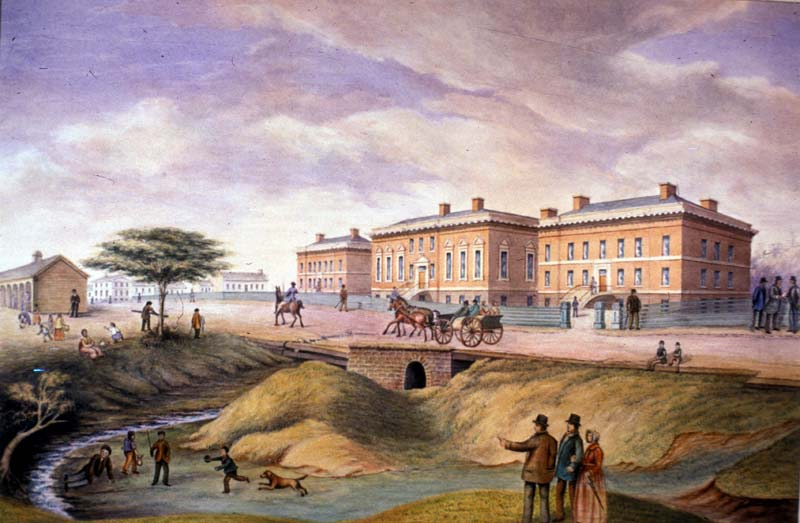
En 1832, se completó el tercer edificio del parlamento para el Alto Canadá. Fue utilizado por la legislatura hasta 1840, cuando la colonia se unió con el Bajo Canadá para formar la Provincia de Canadá.

Desde entonces hasta 1829, la Cámara de la Asamblea se reunió en el recién construido Hospital General de York, ubicado en la esquina sureste del bloque delimitado por las calles King, Adelaide, John y Peter; una medida que retrasó la apertura del hospital hasta que el cuerpo legislativo se trasladó al antiguo Palacio de Justicia, que se encontraba en el lado norte de King Street, entre Toronto y Church Street. En 1832, se construyó una nueva estructura en Front Street, al oeste de Simcoe Street, y sirvió continuamente como el tercer edificio del parlamento del Alto Canadá hasta que la provincia se unió con el Bajo Canadá en 1840, después de lo cual la asamblea conjunta fue reubicada por el entonces gobernador general, Charles Poulett Thomson, al edificio del hospital general en Kingston. La Cámara de la Asamblea se mudó dentro y fuera del edificio de Front Street durante los años siguientes, trasladándose por breves períodos a Montreal y la ciudad de Quebec, incluso en un momento dado, adoptó un sistema de deambulación que vio al parlamento trasladarse entre Toronto y Quebec cada cuatro años. Con un creciente descontento por la naturaleza transitoria del parlamento canadiense y la incapacidad de los políticos para ponerse de acuerdo sobre dónde ubicar el edificio legislativo, se pidió a la Victoria del Reino Unido que hiciera una selección; sobre todas las demás ciudades de la provincia de Canadá, eligió Bytown (más tarde Ottawa) en 1857.
Hoy, el sitio de los primeros edificios del parlamento en York es un estacionamiento para un lavado de autos, una compañía de alquiler de autos y un concesionario de autos. Las excavaciones arqueológicas en el sitio en 2000 revelaron evidencia encubierta de los edificios. Posteriormente, la propiedad fue comprada por Ontario Heritage Trust, que operó un centro de interpretación del Parlamento en el sitio entre 2012 y 2015. La excavación se cubrió a la espera de planes futuros para el sitio.

### Edificio de Queen's Park
Sin embargo, el 1 de julio de 1867, la provincia se unió a otras dos en confederación y se dividió en las actuales provincias de Ontario y Quebec, lo que significa que se establecieron nuevas legislaturas para cada una de las dos nuevas entidades provinciales. Toronto fue elegida como la capital de la primera, y la asamblea legislativa se mudó nuevamente a la misma propiedad de Front Street, que había sido la sede de la Cámara de la Asamblea de la provincia de Canadá, a pesar de que la estructura había sido dañada por un incendio en 1861 y 1862. En 1880, se solicitó el diseño de un nuevo edificio del parlamento para la provincia de Ontario y, cuando se descubrió que ninguna de las entradas era inferior a 500,000 dólares canadienses, la legislatura aprobó durante 1885 un presupuesto de 750 000 dólares canadienses para el esquema elegido por Richard A. Waite.

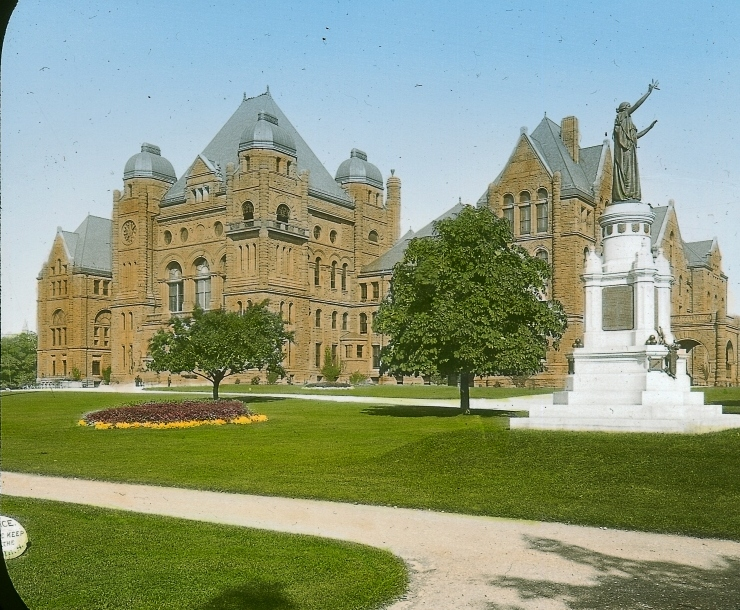
Queen's Park y el edificio legislativo de Ontario, c. 1890. El edificio se inauguró oficialmente en 1893.

La construcción comenzó en 1886, y el edificio legislativo de Ontario fue inaugurado oficialmente (aunque todavía está incompleto) el 4 de abril de 1893 por el entonces vicegobernador de Ontario, George Airey Kirkpatrick. El costo final se calculó en aproximadamente 1 250 000 dólares canadienses, y el diseño fue criticado por algunos como "demasiado estadounidense". Esto dejó vacío el antiguo edificio del parlamento en Front Street, y permaneció como tal durante casi una década antes de que fuera demolido de 1900 a 1903. Luego, el sitio se vendió a Grand Trunk Railway, que utilizaba las antiguas tierras parlamentarias para cobertizos de carga y patios de clasificación. La ubicación ahora está ocupada por el Canadian Broadcasting Center, una plaza pública y varios edificios de gran altura.
Con una población en aumento en la provincia, en 1909 se hizo necesario agregar un ala al lado norte del Edificio Legislativo de Ontario, encerrando el patio. Mientras la construcción estaba en marcha, el 1 de septiembre, los hombres que reparaban el techo galvanizado en el ala oeste provocaron accidentalmente un incendio que finalmente destruyó el interior de esa parte del edificio, incluida la biblioteca legislativa. Luego tomó hasta 1912 para que se hicieran las reparaciones y reconstrucciones, y se completara la nueva ala. A partir de entonces, se construyeron más expansiones de la infraestructura parlamentaria en el lado este de Queen's Park Crescent, con el Whitney Block construido en 1925, los Bloques Macdonald y Hepburn terminados en 1968, los Bloques Mowat y Hearst en 1969.

## Seguridad
La seguridad dentro de los terrenos legislativos la proporciona el Servicio de Seguridad Legislativa, que sustituyó a la Policía provincial de Ontario. Algunos miembros han estado armados con pistolas desde 2016. La unidad de 75 miembros informa al Sargento de Armas y patrulla tanto Queen's Park como Whitney Block. La mayoría de los oficiales de la unidad están clasificados como agentes o agentes especiales.